# راسيل ووكر (لاعب هوكي جليد)
راسيل ووكر هو لاعب هوكي جليد كندي، ولد في 24 مايو 1953.

## وصلات خارجية
- راسيل ووكر على موقع دوري الهوكي الوطني (الإنجليزية)
- راسيل ووكر على موقع EliteProspects.com (الإنجليزية)
- راسيل ووكر على موقع HockeyDB.com (الإنجليزية)
- راسيل ووكر على موقع Hockey-Reference.com (الإنجليزية)